# Muscari spreizenhoferi
Muscari spreizenhoferi är en sparrisväxtart som först beskrevs av Theodor Heinrich von Heldreich och Osterm., och fick sitt nu gällande namn av Heinrich Rudolf Wehrhahn. Muscari spreizenhoferi ingår i släktet pärlhyacinter, och familjen sparrisväxter.
Artens utbredningsområde är Kriti. Inga underarter finns listade i Catalogue of Life.